# Mathias Gidsel
Mathias Gidsel, né le 8 février 1999 à Skjern, est un handballeur international danois qui évolue au poste d'arrière droit.
Il s'illustre dans chaque compétition internationale avec le Danemark, multipliant les titres (champion du monde en 2021, 2023 et 2025 et champion olympique en 2024)) et les médailles et étant systématiquement nommé dans l'équipe-type et terminant plusieurs fois meilleur buteur bien qu'il ne tire pas les penaltys.
En club, il a quitté en 2022 le club qui l'a formé, le GOG Håndbold, pour rejoindre le club allemand des Füchse Berlin.
Il est l'un des meilleurs joueurs de sa génération et à ce titre a été élu meilleur handballeur mondial de l'année en 2023 et en 2024.

## Biographie
Alors qu'il n'a été sélectionné que trois fois en équipe nationale danoise à compter de novembre 2020, il participe à sa première compétition internationale au championnat du monde 2021 où il remporte le titre et est élu dans l'équipe-type de la compétition. Six mois plus tard, il participe aux Jeux olympiques de Tokyo où il remporte une médaille d'argent et est élu meilleur joueur de la compétition à seulement 22 ans. 
Il poste le numéro 19 en club et en équipe nationale en hommage à Luc Abalo.

## Palmarès

### En équipe nationale
Ses résultats et distinctions en équipe nationale sont :
| Année | Compétition          | Résultat  | Meilleur | Meilleur      | Classement des buteurs | Classement des buteurs |
| Année | Compétition          | Résultat  | joueur   | arrière droit | Rang                   | Buts                   |
| ----- | -------------------- | --------- | -------- | ------------- | ---------------------- | ---------------------- |
| 2021  | Championnat du monde | Vainqueur |          | X             | 8e                     | 39                     |
| 2021  | Jeux olympiques      | Finaliste | X        |               | 2e                     | 46                     |
| 2022  | championnat d'Europe | Troisième |          | X             | 11e                    | 38                     |
| 2023  | Championnat du monde | Vainqueur | X        |               | 1er                    | 60                     |
| 2024  | Championnat d'Europe | Finaliste |          | X             | 1er                    | 54                     |
| 2024  | Jeux olympiques      | Vainqueur | X        |               | 1er                    | 62 (record)            |
| 2025  | Championnat du monde | Vainqueur | X        |               | 1er                    | 74                     |
| Bilan | Bilan                | 4/7       | 4/7      | 3/7           | 4/7                    | -                      |

### En club
Ses résultats en club sont :
| Saison    | Club          | Compétitions nationales | Compétitions nationales | Compétitions nationales | Compétitions internationales       |
| Saison    | Club          | Championnat             | Coupe                   | Supercoupe              | Compétitions internationales       |
| --------- | ------------- | ----------------------- | ----------------------- | ----------------------- | ---------------------------------- |
| 2018-2019 | GOG Håndbold  | Vice-champion           | ?                       | NQ                      | C3 : phase de groupe               |
| 2019-2020 | GOG Håndbold  | Vice-champion           | Vainqueur               | Finaliste               | C1 : poule basse                   |
| 2020-2021 | GOG Håndbold  | 3e                      | ?                       | Finaliste               | C3 : 1/4 de finale                 |
| 2021-2022 | GOG Håndbold  | Champion                | Finaliste               | NQ                      | C3 : 1/4 de finale                 |
| 2022-2023 | Füchse Berlin | Troisième               | 2e tour                 | NQ                      | C3 : vainqueur                     |
| 2023-2024 | Füchse Berlin | Vice-champion           | 4e place                | NQ                      | C3 : finaliste CM : finaliste (en) |
| 2024-2025 | Füchse Berlin | Vainqueur               | 1/8 finale              | Vainqueur               | C1 : finaliste                     |

1. ↑  C1 : Ligue des champions, C3 : Ligue européenne et CM : Coupe du monde des clubs.
2. ↑  Coupe du Danemark ou d'Allemagne.
3. ↑  Supercoupe du Danemark ou d'd'Allemagne

### Distinctions individuelles
- élu meilleur handballeur mondial de l'année en 2023[4],[5] et en 2024
- élu meilleur handballeur de l'année au Danemark en 2021 et 2023
- élu meilleur handballeur danois de la saison en 2021/2022 et 2023/2024
- élu meilleur joueur (4) des Jeux olympiques en 2020 et 2024, des Championnats du monde en 2023 et 2025
- élu meilleur arrière droit (3) du championnat du monde 2021 et des championnats d'Europe  2022 et 2024
- meilleur buteur (4) du championnat du monde 2023 (60 buts), du championnat d'Europe 2024 (54 buts, ex equao), des Jeux olympiques 2024 (62 buts, record de la compétition), du championnat du monde 2025 (74 buts),
- meilleur buteur (1) de la Ligue des champions en 2025 (135 buts)